# Lignosulfonate de calcium
Le lignosulfonate de calcium ou CaLS est un composé organosulfuré de formule CaC20H24O10S2. Il s'agit du sel de calcium de l'acide lignosulfonique, un acide dérivé de la lignine. Il s'apparente au lignosulfonate de sodium.
Sous-produit du procédé aux sulfites (en) lors de la fabrication de la pulpe de bois, il est vendu commercialement sous forme de polymère hydrosoluble.
Comme les autres lignosulfonates (en), c'est un superplastifiant utilisé dans les coulis, les mortiers de ciment et les bétons de ciment. Il se caractérise par une très faible teneur en sucre (12 % maximum).
Il est par ailleurs listé comme support dans la nomenclature du Codex Alimentarius, mais pas listé comme additif. Il est désigné par le numéro E1522.